# 谷本歩実
谷本 歩実（たにもと あゆみ、1981年8月4日 - ）は、日本の柔道家、体育学者、医学者。学位は医学博士（弘前大学大学院・2018年）。国際柔道連盟（IJF）柔道殿堂入り（2018年）。愛知県安城市出身。
コマツ女子柔道部に所属して助監督を務めている。元2020年東京オリンピック・パラリンピック競技大会組織委員会理事。
2004年アテネオリンピック、2008年北京オリンピック柔道女子63kg級 金メダル獲得者。
妹の谷本育実もコマツ女子柔道部でコーチを務める柔道家である。夫はスノーボーダーの鶴岡剣太郎。鶴岡の間に2子がいる。

## 経歴

### アテネオリンピックまで
柔道は9歳の時に安城柔道教室(安城柔道クラブ)で始めた。同時に陸上競技にも取り組んでいて、走幅跳では愛知県の大会で優勝したこともある。中学に入学したらどちらの道に進もうか思案していたところ、父親に柔道の方が向いていると言われたことで、中学入学直前には1992年バルセロナオリンピック78kg級金メダリストである吉田秀彦を輩出したことで知られる大石道場に移籍して、週2回の稽古を積むことになった。入学した安城市立篠目中学校には柔道部が無かったため陸上部に所属していて、砲丸投では安城市の大会で優勝したこともあった。ちなみに、50mは6秒5で走ったと述べているが、女子50mの日本記録が6秒47(室内記録)であることを考えると俄かには信じがたい数字と言える。全国中学校柔道大会には1年と2年の時に56kg級、3年の時には52kg級で出場するが、いずれも予選リーグで敗れて決勝トーナメントには進めなかった。
続いて桜丘高校に進むものの、柔道部の練習は1時間半と少なく物足りなさを感じていたために、練習後は自主トレーニングを積んでいた。全国高校選手権63kg級では1年の時に5位、2年の時には準決勝で埼玉栄高校の早田英美に払腰で敗れるが3位となった。3年の時には全日本ジュニアで3位となると、全国女子体重別では準々決勝で筑波大学の一見理沙に大外刈で敗れるも、敗者復活戦を勝ち上がりこちらも3位となった。
2000年3月のハンガリー国際では2位となった。4月には筑波大学に進学すると、フランスジュニア国際で優勝を飾った。6月の学生優勝大会では3位だった。9月の全日本ジュニア決勝では早田に崩上四方固で逆転の一本勝ちをして優勝するが、10月にナブールで開催された世界ジュニアでは、決勝で後に終生のライバルとなるフランスのリュシ・デコスに合技で敗れて銀メダルに終わった。11月の全国女子体重別でも決勝で住友海上の木本奈美に内股で敗れて2位にとどまった。なお、大学1年の時には柔道を辞めたいと思いつめたこともあったが、大学の1年先輩である薪谷翠に色々と気にかけてもらったことで立ち直った。
2001年2月のドイツ国際で3位になると、4月の体重別では大学の先輩でもあるコマツの一見を有効で破って世界選手権代表に選出された。続いてウランバートルで開催されたアジア選手権では優勝を飾った。5月に大阪で開催された東アジア大会では初戦で敗れると、敗者復活戦でも敗れて5位に終わった。6月の学生優勝大会ではチームの優勝に貢献した。7月にミュンヘンで開催された世界選手権では準々決勝でスペインのサラ・アルバレスに技ありで敗れるが、その後の3位決定戦ではオーストリアの クラウディア・ハイルを送襟絞で絞め落として3位になった。10月の学生体重別では3位にとどまった。11月には当時としては珍しい賞金大会であるグランプリ・セビリアに出場すると、初戦で日本選手が10年以上もの間勝てなかった元世界チャンピオンである韓国の鄭成淑を破ると、準決勝でもデコスに勝利する活躍を見せるが、決勝ではスロベニアのウルシカ・ジョルニルに隅返の技ありで敗れた。12月の福岡国際では決勝で旭川南高校の上野順恵を指導で破って優勝を飾った。
2002年4月の体重別決勝では三井住友海上の上野に注意で敗れながらも、釜山アジア大会代表に選出された。6月の学生体重別では決勝で東海大学の早田に腕緘で敗れた。9月にバーゼルで開催されたワールドカップ国別団体戦では初戦のオランダ戦のみの出場となったが一本勝ちして、優勝メンバーの一員として名を連ねることになった。10月に釜山で開催されたアジア大会では、決勝で北朝鮮のイ・キョンスンを払腰で破るなどオール一本勝ちで優勝を飾った。続く学生優勝大会では3位だった。12月の福岡国際では決勝で上野を一本背負投で破って2連覇を達成した。
2003年2月のドイツ国際では決勝でキューバのドリュリス・ゴンサレスに内股で敗れた。4月の体重別決勝では上野にGSの末に1－2の判定で敗れながらも世界選手権代表に選出された。9月に大阪で開催された世界選手権では3回戦でチェコのダヌセ・ズデンコワに開始僅か7秒の隅返で敗れてメダルを獲得できずに終わった。なお、大会を放映したフジテレビからは「最強のキャンパスクイーン」なるキャッチコピーが付けられた。この試合後、女子代表監督の吉村和郎に「悔しいだろ。このままでお前は終わるつもりか？ここから勝ちにいくか？」と声をかけられたことがきっかけで、吉村との強力な信頼関係が生じるようになったという。11月の講道館杯では決勝で埼玉大学大学院の吉澤穂波を有効で破って優勝を果たした。12月の福岡国際決勝では上野にGSに入ってからの効果で敗れて3連覇はならなかった。
2004年2月のフランス国際では3回戦でクロアチアのマリヤナ・ミスコビッチに片羽絞で敗れた。この際に吉村から、「お前、はっきり言わせてもらうけど、次に負けたらお前の柔道人生は終わったと思え」と言われたことが、その後の試合への発奮材料となった。4月にはコマツに入社すると、体重別の決勝でセコムの吉澤を一本背負投で破るなどオール一本勝ちして、今大会3年ぶり2度目の優勝を飾った。最近の国際大会では全般的に不調だったものの、ライバルの上野が準決勝で吉澤に有効で敗れたこともあって2004年アテネオリンピック代表に選出されることになった。5月にアルマトイで開催されたアジア選手権ではオール一本勝ちで優勝を飾った。8月のアテネオリンピックでは準決勝で世界チャンピオンであるアルゼンチンのダニエラ・クルコウェルから袖釣込腰で技ありを取ると相手が腕を負傷したことで棄権勝ちになると、決勝ではハイルを一本背負投の技ありから横四方固に抑え込んで合技で破るなど、オール一本勝ちでオリンピック優勝を成し遂げた。優勝した際にコーチの古賀稔彦に抱きつく姿は、観戦者に深い印象を与えた。なお、この大会ではデコスが準々決勝でクルコウェルに効果で敗れたために対戦はなかった。

### 北京オリンピックまで
2005年2月のドイツ国際では決勝でデコスに有効で敗れた。4月の体重別決勝では上野に指導1で敗れながらも世界選手権代表に選出された。9月にカイロで開催された世界選手権では準決勝までオール一本勝ちで勝ち進むものの、決勝ではデコスに朽木倒で敗れて2位に終わった。11月の講道館杯では決勝で上野に指導2で敗れた。
2006年2月のドイツ国際決勝ではジョルニルを有効で破って優勝を飾った。4月の体重別決勝では東海大学の平井希を合技で破るなどオール一本勝ちして、ドーハアジア大会代表に選出された。6月の実業柔道団体ではチームの優勝に貢献した。9月のワールドカップ国別団体戦では準決勝でフランスと対戦するが、デコスに裏投げで敗れてチームも3位にとどまった。この試合は負けたものの、後の北京オリンピック決勝に次ぐ2番目に「やり切った」と言える充実した試合だったという。12月にドーハで開催されたアジア大会では準決勝で韓国の孔慈英に朽木倒で敗れて3位に終わった。続く福岡国際では準決勝で中国の穴書梅に有効で敗れるなどして5位にとどまった。
2007年2月のフランス国際では3位に終わった。4月の体重別では上野をGSに入ってから小外刈の技ありで破り、世界選手権代表に選出された。5月の実業柔道団体では前年に続いてチームの優勝に貢献した。9月にリオデジャネイロで開催された世界選手権では準決勝でゴンサレスに効果で敗れたが、3位決定戦でドイツのアナ・フォン・ハルニアーを袖釣込腰で破って銅メダルを獲得した。12月の嘉納杯では決勝で上野に大外刈で敗れた。この試合で以前から負傷していた腰の具合が悪化して一時は歩くのも困難な状況になったという。
2008年冬季のヨーロッパにおける国際大会には怪我のため出場しなかった。4月の体重別決勝では上野に指導1で敗れながらも2008年北京オリンピック代表に選出された。女子代表監督の日陰暢年によれば、この階級の代表選考では揉めたものの、上野は国際大会において技の掛け潰れが多い傾向にあり、一本を取る柔道が出来ていないとする一方で、谷本は一本を取れる技が備わっているので、例えポイントでリードされていてもそれを覆せるだけの決定力があり、さらに大舞台の経験が何度もあるのでその点でも信用を置けるというのが選出理由だと説明した。しかしながら、一連の代表選考大会においてライバルの上野に2連敗して(そのうちの1つは一本負け)、なおかつ、上野は国際大会でも多くの一本勝ちを収めて好成績を残しながら(プレオリンピック、嘉納杯、ドイツ国際で優勝、フランス国際2位 計20戦のうち14戦で一本勝ち)谷本の方が選出されたのは上野にとって「極めて気の毒」、あるいは「理不尽な評価」とする見方もあったものの、基本的にマスコミは同じ体重別の48kg級決勝でトヨタ自動車の谷亮子が三井住友海上の山岸絵美に敗れながらもオリンピック代表に選出されて物議を醸すことになった一件のみを大きく取り扱うばかりで、63kg級における代表選考の是非に注目することはほとんどなかった。
8月の北京オリンピックでは、3回戦で2年前のアジア大会で敗れた孔慈英を崩上四方固、準決勝では昨年の世界選手権で敗れたゴンサレスを横四方固で破るなど全て寝技による一本勝ちで勝ち上がると、決勝では2001年の福岡国際で優勢勝ちして以降7年近く勝っていなかった因縁のデコスと対戦することになった。だが、デコスが不用意に仕掛けた大内刈りをすかして豪快な内股で投げ飛ばして一本勝ちでの優勝を成し遂げて、柔道史上初の五輪二大会連続オール一本勝ちによる金メダルを獲得した
オリンピックを連覇した日本人柔道家には斉藤仁、野村忠宏、谷亮子、内柴正人、上野雅恵がいるものの、二大会連続で全ての試合で一本勝ちを収めているのは谷本ただ一人である。ちなみに、世界選手権では優勝こそないが、そこで勝った試合は全て一本勝ちによる勝利である。

### 引退後
10月に東京で開催された世界団体選手権では決勝のフランス戦のみに出場して引き分けたものの、チームは優勝を飾った。
2009年3月のワールドカップ・プラハ決勝ではジョルニルを有効で破って優勝を飾った。しかしその後、練習中に右膝の前十字靭帯を断裂した。それでも4月の体重別には出場するが、決勝で上野にGSに入ってから体落の技ありで敗れて、2001年以来8年間も続いてきた日本代表の座を逃すことになった。その後、膝の手術をしてリハビリに取り組むことになった。
2010年からは弘前大学大学院の博士課程に進学してスポーツ医学を学ぶ一方で、栄養士の資格を取得するため服部栄養専門学校にも入学することになった。さらに、当初は11月の講道館杯で復帰する予定もあったが、結果として8月には現役生活からの引退を決意することになった。9月に東京で開催された世界選手権終了後には全日本柔道連盟側に引退の意思を伝えると、9月21日に記者会見を開いて正式に引退を表明した。現役引退後はコマツ女子柔道部専任コーチに就任して後進の指導に当たっている。
2011年8月1日にはスノーボーターの鶴岡剣太郎と結婚した。
2012年には日本オリンピック委員会のスポーツ指導者海外研修制度に採用され、2013年から2年間に渡って欧州柔道研究のためフランスへ派遣されることになった。また、2012年ロンドンオリンピックではテレビの解説を務めた。同年、第一子（長男）を出産。2016年に第二子を出産。
フランス滞在中は全日本女子代表チームの特別コーチも務めていたが、2015年に帰国後は正式なコーチとなった。2016年リオデジャネイロオリンピックでは所属の選手である田代未来のコーチを務めた。その後、全日本女子のジュニア代表チームに就任した。
2018年3月、博士論文「競技レベルの違いが同一トレーニング後の身体疲労の出現に及ぼす影響 -筋逸脱酵素値及び免疫機能による検討- 」を弘前大学大学へ提出し、同大学院医学研究科博士課程を終了。博士（医学）の学位を取得。
2018年9月には国際柔道連盟(IJF)の殿堂入りを果たした。
2019年9月にはコマツ女子柔道部の助監督を退任した。年内にはコマツからも退社予定だという。
2020年9月には日本スケート連盟の理事に就任した。
2023年4月からは名城大学薬学部の特任教授に就任した。

## 柔道スタイル
組み手は右組みで内股、袖釣込腰、一本背負投などを得意にしていた。筑波大学に入学後は寝技の練習にも力を入れてこちらも得意にしていった。子供の頃からしっかりと組むオーソドックスな柔道スタイルであったが、2001年に世界選手権代表になり、女子代表コーチである古賀稔彦の指導を受けるようになると、それまで相手に投げられまいとして低い位置で持っていた右釣り手を高い位置に持ちかえるように指導されたことで得意の内股や一本背負投の威力が増すようになり、理想とする一本柔道により近づくようになったという。また、一本柔道を常に追求していたこともあって、柔道人生において9割は一本勝ちをしており、それは生まれ付いての運動神経の良さに加えて、柔道特有の努力を積み重ねた結果だとも豪語している。

## エピソード
- 常に一本を取りに行く姿勢と、豪快な投げ技が身上で、とりわけ一本背負投や袖釣込腰を得意技としているため[1]、女三四郎の異名を持つ[17]。
- 子供の時は妹の育実と柔道衣姿で電車に乗りながら道場に通っていた[8]。
- 筑波大学を卒業後、コマツ柔道部に所属しながらコマツ社員として週に2回溜池の本社に出勤していた[43]。
- 2008年ベストスマイル・オブ・ザ・イヤーを受賞[44]。
- パスタは何十種類もつくれるという[11]。
- ジャンクSPORTSにて、薪谷翠、塚田真希、中澤さえとともに“チームD”(Dはデブの略)を結成し、さらにTシャツまで作っていることを明かした[45]。
- 血液型はA型[6]。

## 有力選手との対戦成績
| 国籍             | 選手名                 | 内容      |
| ---------------- | ---------------------- | --------- |
| 日本の旗         | 上野順恵               | 4勝8敗1分 |
| フランスの旗     | リュシ・デコス         | 5勝4敗    |
| スロベニアの旗   | ウルシカ・ジョルニル   | 3勝2敗    |
| キューバの旗     | ドリュリス・ゴンサレス | 2勝2敗    |
| オーストリアの旗 | クラウディア・ハイル   | 4勝1敗    |
| アルゼンチンの旗 | ダニエラ・クルコウェル | 2勝       |

(参考資料：ベースボールマガジン社発行の近代柔道バックナンバー、JudoInside.com等)
- 長年のライバルであった上野順恵には体重別決勝で5度も敗れるなど、トータルの対戦成績で4勝8敗1分と唯一大きく負け越している相手である。

## 戦績
- 1998年 - 全国高校選手権 5位
- 1999年 - 全国高校選手権 3位
- 1999年 - 全日本ジュニア 3位
- 1999年 - 全国女子体重別 3位
- 2000年 - ハンガリー国際 2位
- 2000年 - フランスジュニア国際 優勝
- 2000年 - 学生優勝大会 3位
- 2000年 - 全日本ジュニア 優勝
- 2000年 - 世界ジュニア 2位
- 2000年 - 全国女子体重別 2位
- 2001年 - ドイツ国際 3位
- 2001年 - 体重別 優勝
- 2001年 - アジア選手権 優勝
- 2001年 - 東アジア大会 5位
- 2001年 - 学生優勝大会 優勝
- 2001年 - 世界選手権 3位
- 2001年 - 学生体重別 3位
- 2001年 - グランプリ・セビリア 2位
- 2001年 - 福岡国際 優勝
- 2002年 - 体重別 2位
- 2002年 - 学生体重別 2位
- 2002年 - ワールドカップ国別団体戦 優勝
- 2002年 - 学生優勝大会 3位
- 2002年 - アジア大会 優勝
- 2002年 - 福岡国際 優勝
- 2003年 - ドイツ国際 2位
- 2003年 - 体重別 2位
- 2003年 - 世界選手権 3回戦敗退
- 2003年 - 講道館杯 優勝
- 2003年 - 福岡国際 2位
- 2004年 - 体重別 優勝
- 2004年 - アジア選手権 優勝
- 2004年 - アテネオリンピック 優勝
- 2005年 - ドイツ国際 2位
- 2005年 - 体重別 2位
- 2005年 - 世界選手権 2位
- 2005年 - 講道館杯 2位
- 2006年 - 体重別 優勝
- 2006年 - 実業柔道団体 優勝
- 2006年 - ワールドカップ国別団体戦 3位
- 2006年 - アジア大会 3位
- 2006年 - 福岡国際 5位
- 2007年 - フランス国際 3位
- 2007年 - 体重別 優勝
- 2007年 - 実業柔道団体 優勝
- 2007年 - 世界選手権 3位
- 2007年 - 嘉納杯 2位
- 2008年 - 体重別 2位
- 2008年 - 北京オリンピック 優勝
- 2008年 - 世界団体選手権 優勝
- 2009年 - ワールドカップ・プラハ 優勝
- 2009年 - 体重別 2位